# Dieter Wemhöner
Dieter Wemhöner (* 18. August 1930 in Berlin) ist ein ehemaliger deutscher Boxer. Er war Europameister der Amateure 1953 in Warschau im Mittelgewicht. Zwischen 1956 und 1961 trat er als Profisportler in mehreren Wettkämpfen an, konnte jedoch keine bedeutenden Titel gewinnen. Schließlich wurde Wemhöner Boxtrainer.

## Werdegang

### Amateurlaufbahn
Dieter Wemhöner kam in Berlin-Charlottenburg als Sohn eines Maschinenbauingenieurs zur Welt. Er betrieb Turnen, Fußball sowie Handball und begann 1947 bei der Sportgemeinschaft Karlshorst (SGK), einem Berliner Sportverein, mit dem Boxen. Der verhältnismäßig große und schlanke Boxer, der ein hervorragender Techniker war, entwickelte sich schnell und wurde bereits im Jahre 1950 erstmals (Gesamt-)Berliner Meister im Mittelgewicht. Nachdem die Teilung der Stadt sich auch auf den Berliner Sport auswirkte, wechselte er mit vielen Mannschaftskameraden zum West-Berliner Verein BSC und 1951 zu Tennis Borussia Berlin. Wemhöner, der in Berlin ein Gymnasium besucht hatte, erlernte den Beruf eines Werkzeugmachers. Zu Beginn des Jahres 1951 wurde er erstmals in eine vom Deutschen Amateur-Boxverband (DABV) herausgegebene Kaderliste der besten deutschen Amateurboxer aufgenommen.
In einer am 25. März 1951 in Alsfeld stattfindenden Ausscheidung des DABV für die Europameisterschaft in Mailand besiegte Wemhöner im Mittelgewicht Gudat aus Regensburg nach Punkten. In einem weiteren Ausscheidungsturnier unterlag er aber am 14. April 1951 in Kassel Günter Sladky aus Dorsten, der deswegen Deutschlands Vertreter in Mailand wurde. Bei der deutschen Meisterschaft 1951 konnte Wemhöner wegen einer Verletzung nicht antreten.
Im Frühjahr 1952 weilte eine Mannschaft der US-Golden Gloves-Sieger in der Bundesrepublik Deutschland, die in Berlin gegen eine Stadtauswahl antrat. Wemhöner traf dabei auf Carl Blair, gegen den er knapp nach Punkten verlor. Bei der deutschen Meisterschaft 1952 besiegte Wemhöner im Halbfinale Felix Sturm aus Frechen und im Finale den Stuttgarter Max Resch jeweils klar nach Punkten und wurde damit erstmals deutscher Meister im Mittelgewicht. Da er Sturm in der folgenden Olympiaausscheidung noch einmal besiegte, wurde Wemhöner zu den Olympischen Spielen nach Helsinki entsandt. In Helsinki besiegte Wemhöner im Achtelfinale den Tschechen Bedrich Koutny nach Punkten, unterlag aber im Viertelfinale dem Bulgaren Boris Nikolow nach Punkten und schied ohne Medaille aus.
1953 wurde Wemhöner auch bei der Europameisterschaft in Warschau eingesetzt. Er startete dort wieder im Mittelgewicht. Wemhöner war in hervorragender Form. Er besiegte im Viertelfinale den gefährlichen Rumänen Vasile Tiță und siegte im Halbfinale auch über den schwedischen Titelverteidiger Stig Sjölin souverän nach Punkten. Im Finale stand er Bedrich Koutny gegenüber, gegen den er seinen Punktsieg von den Olympischen Spielen wiederholen konnte und Europameister wurde. Dafür verlieh ihm der Bundespräsident am 24. Mai 1953 das Silberne Lorbeerblatt.
Im Anschluss an diese Europameisterschaft reiste eine europäische Auswahl in die Vereinigten Staaten und bestritt dort zwei Vergleichskämpfe. Wemhöner vertrat dabei Europa im Mittelgewicht. Beim ersten Start in Chicago unterlag er dabei dem US-Amerikaner Tate, konnte aber beim zweiten Start in St. Louis gegen Stephan nach Punkten gewinnen. Auf der Rückreise aus den USA ging die Europaauswahl in Dublin noch gegen Irland an den Start. Wemhöner besiegte dort Lavery sicher nach Punkten.
1953 gewann Wemhöner auch seinen zweiten deutschen Meistertitel. Er besiegte dabei im Halbfinale, etwas umstritten, Erich Schöppner aus Witten und gewann im Finale gegen Klenz aus Lübeck klar nach Punkten.
1954 war ein Jahr ohne internationale Meisterschaften. Aus diesem Grunde waren die deutschen Meisterschaften Höhepunkt der Saison. Wemhöner wurde dabei zum dritten Mal deutscher Meister im Mittelgewicht. Er bezwang im Finale Rolf Peters aus Dorstfeld klar nach Punkten.
Im Jahr 1955 fanden die deutschen Meisterschaften vor der Europameisterschaft, die in Berlin ausgetragen werden sollte, statt. Wemhöner verletzte sich bei der deutschen Meisterschaft und konnte in seinem Halbfinalkampf gegen Ernst Melchior aus Freising nicht antreten, so dass er seinen deutschen Meistertitel kampflos abtreten musste. Bis zur Europameisterschaft war er aber von seiner Verletzung genesen, so dass er in Berlin starten konnte. Er traf dort nach zwei Siegen im Halbfinale auf den sowjetischen Sportler Gennadj Iwanowitsch Schatkow. Er lieferte diesem starken Boxer einen ausgeglichenen Kampf und unterlag umstritten nach Punkten. Der Traum von der Titelverteidigung war damit allerdings dahin, aber immerhin gewann er noch die EM-Bronzemedaille.
Bei der deutschen Meisterschaft 1956 war Wemhöner wieder verletzt. Er konnte aber bei der gesamtdeutschen Olympiaausscheidung an den Start gehen und besiegte dort Paul Nickel aus Schwerin und Rolf Peters nach Punkten und hatte sich damit die Fahrkarte nach Melbourne erkämpft. In Melbourne gewann Wemhöner in der Vorrunde über den Briten Ron Redrup nach Punkten, verlor aber im Viertelfinale gegen den unorthodox boxenden Argentinier Victor Salazar und musste deshalb ausscheiden. Er blieb damit wieder ohne olympische Medaille. Nach den Olympischen Spielen in Melbourne entschloss sich Wemhöner nach 169 Kämpfen als Amateur Berufsboxer zu werden.
Als Amateur hat er noch folgende Länderkämpfe bestritten:
- 27. April 1952 in Dortmund, BRD gegen Iran, Punktsieger über Tusi,
- 31. Oktober 1952 in Dublin, Irland gegen BRD, Punktsieger über Norton,
- 28. August 1953 in Wiesbaden, BRD gegen Italien, unentschieden gegen Finiletti,
- 26. September 1953 in Frankfurt am Main, BRD gegen England, ohne Ergebnis gegen Ron Barton, da beide Boxer verletzt,
- 11. Oktober 1953 in Belgrad, Jugoslawien gegen BRD, Punktsieger über Nelelinovic,
- 28. April 1954 in Mailand, Italien gegen BRD, unentschieden gegen Finiletti,
- 28. September 1954 in Karlsruhe, BRD gegen Jugoslawien, Punktsieger über Tomic,
- 29. Oktober 1954 in Dublin, Irland gegen BRD, Punktsieger über Doherty,
- 25. November 1954 in Kopenhagen, Dänemark gegen BRD, Abbruchsieger 2. Runde über Mikkelsen,
- 16. Januar 1955 in Helsinki, Finnland gegen BRD, Punktniederlage gegen Grönroos,
- 18. Januar 1955 in Stockholm, Schweden gegen BRD, Punktsieger über Stig Sjölin,
- 24. April 1955 in St. Nazaire, Frankreich gegen BRD, Punktsieger über Becu,
- 1. November 1955 in Hamburg, BRD gegen USA, Punktsieger über Wright,
- 21. Januar 1956 in Kiel, BRD gegen Irland, Abbruchsieger 1. Runde über Henry,
- 7. Februar 1956 in Moskau, UdSSR gegen BRD, Punktniederlage gegen Gennadj Iwanowitsch Schatkow

### Profilaufbahn
Dieter Wemhöner unterschrieb Ende 1956 bei Fritz Gretzschel, einem der bekanntesten deutschen Manager im Berufsboxen, einen Profivertrag. Seinen ersten Kampf als Profi bestritt er am 2. März 1957 in Oldenburg und besiegte dabei Herbert Sowa klar nach Punkten. Von seinen nächsten 19 Kämpfen gewann Wemhöner 18 und kämpfte einmal unentschieden.
Nach der Wiedereröffnung der Deutschlandhalle in Berlin nahm Wemhöner an dem dortigen Ersten Berliner-Boxturnier teil. Er besiegte den Holländer Pedro Klijssen.
Der bemerkenswerteste Sieg war der über den Finnen Pekka Kokkonen, den er am 3. Februar 1958 in Helsinki nach Punkten bezwang. Gegen Pekka Kokkonen musste Wemhöner dann auch seine erste Niederlage als Profi hinnehmen. Am 1. Dezember 1959 unterlag er diesem in Helsinki in seinem 20. Profikampf nach Punkten.
In der Folgezeit gelangen Wemhöner weitere imponierende Siege: Am 21. November 1959 bezwang er im Mailänder Palazzo dello Sporto den Ex-Europameister Giulio Rinaldi nach 10 Runden nach Punkten und in einer weiteren Begegnung gegen Pekko Kokkonen besiegte er diesen am 23. Januar 1960 in Berlin nach Punkten. Eine bittere Niederlage musste er am 5. November 1960 in Schweden gegen Lennart Risberg, gegen den er in der 9. Runde K. o. ging, hinnehmen.
Am 3. November 1961 kämpfte Wemhöner gegen Helmut Ball um die deutsche Meisterschaft im Halbschwergewicht. Er kam in diesem Kampf über ein Unentschieden nicht hinaus, womit Ball deutscher Meister blieb. Dies war der einzige Meisterschaftskampf, den Wemhöner als Profiboxer bestritt. Am 24. November 1961 unterlag er in Rom in der Revanche gegen Giulio Rinaldi nach Punkten und beendete nach einem weiteren siegreich verlaufenen Kampf gegen den Niederländer Gertt van Eyck am 2. Dezember 1961 seine Boxerlaufbahn.

### Karriere als Trainer
Dieter Wemhöner war nach dem Ende seiner Boxerlaufbahn zunächst in der Kosmetikbranche tätig. Am 1. Januar 1967 trat er sein Amt als Bundestrainer im Deutschen Amateur-Box-Verband an, das er 25 Jahre lang behielt. Seine Arbeit als Trainer war dabei von vielen großen Erfolgen geprägt. Unter seiner Ägide wurden bundesdeutsche Boxer Olympiasieger, Welt- und Europameister bzw. Medaillengewinner. Es sei dabei an Dieter Kottysch, Peter Hussing, Günter Meier, Horst Rascher, Manfred Zielonka, Ernst Müller, René Weller, Reinhard Skricek, Markus Intlekofer, Bert Teuchert, Gerd Schubert, Stefan Gertel, Peter Gerber, Markus Bott und Kurt Seiler erinnert.
Er hat berufsbegleitend 1974 am ersten Durchgang der Trainerakademie Köln erfolgreich teilgenommen und dies 1976 als Diplom-Trainer abgeschlossen.